# 錢諾夫羅克斯 (密蘇里州)
錢諾夫羅克斯（英語：Chain of Rocks）是位於美國密蘇里州林肯縣的村。

## 人口
根據2020年美國人口普查的數據，錢諾夫羅克斯的面積為0.49平方千米，當中陸地面積為0.48平方千米，而水域面積為0.08平方千米。當地共有人口97人，而人口密度為每平方千米198人。